# Vittorio Francesco Viola
Vittorio Francesco Viola, O.F.M. (Biella, 4 de outubro de 1965) é um arcebispo católico italiano. Desde 27 de maio de 2021 é secretário da Congregação para o Culto Divino e a Disciplina dos Sacramentos.

## Biografia
Ele nasceu em Biella, a capital da província e bispado, em 4 de outubro de 1965.

### Formação e ministério sacerdotal
Depois da maturidade científica, entrou na Ordem dos Frades Menores; completou os estudos no Instituto Teológico de Assis e posteriormente no Pontifício Ateneu Santo Anselmo de Roma, onde obteve a licença em liturgia; na mesma universidade, em 2000, obteve o doutorado em sagrada liturgia.
Em 14 de setembro de 1991 emitiu os votos solenes na Ordem dos Frades Menores de Santa Maria degli Angeli; foi ordenado diácono em 4 de julho de 1992 e sacerdote em 3 de julho de 1993 pelo bispo Luca Brandolini, auxiliar de Roma.
Depois da ordenação, na Ordem dos Frades Menores foi definidor da Província seráfica da Úmbria de 1999 a 2002, de 2003 a 2005 e finalmente de 2011 a 2014. Em nível diocesano foi responsável pelo ofício litúrgico da Região Eclesiástica de Umbria desde 1997 a 2014, do escritório diocesano de Assis para a educação, escola e universidade de 2006 a 2008 e depois da Caritas diocesana de Assisi-Nocera Umbra-Gualdo Tadino de 2008 a 2014.
Além de ter sido professor de liturgia no Pontifício Instituto Litúrgico Sant'Anselmo de Roma, no Pontifício Instituto Litúrgico e no Instituto de Ciências Religiosas, ambos em Assis, foi membro consultor do Escritório Litúrgico Nacional.

### Ministério episcopal
Em 15 de outubro de 2014, o Papa Francisco o nomeou bispo de Tortona; recebeu a ordenação episcopal em 7 de dezembro na basílica de Santa Maria degli Angeli em Assis de Domenico Sorrentino, arcebispo de Assisi-Nocera Umbra-Gualdo Tadino, co-consagradores Cardeal Gualtiero Bassetti, arcebispo metropolitano de Perugia-Città della Pieve, e o bispo Martino Canessa, seu antecessor em Tortona.
Ele tomou posse da diocese em 14 de dezembro na Catedral de Tortona.
Desde o momento da sua nomeação episcopal até 1 de outubro de 2015, dia da nomeação de Luigi Renna como bispo de Cerignola-Ascoli Satriano, ele foi o mais jovem Ordinário diocesano italiano.
É membro da Comissão Episcopal para a Liturgia da Conferência Episcopal Italiana.
Em 27 de maio de 2021, o Papa Francisco o nomeou secretário da Congregação para o Culto Divino e Disciplina dos Sacramentos.

## Honras
- Ordem de Malta em 16 de setembro de 2017[5]
- Ordem do Mérito da República Italiana em 27 de dezembro de 2017[6]

## Heraldica
| Brasão | Descrição |
| ------ | --- |
|        | As palavras do lema episcopal In tuis te invenio sacramentis ("Encontro-vos nos vossos sacramentos") foram retiradas da Apologia do profeta David de Santo Ambrósio (12,58). À cabeça o escudo franciscano, que é a "conformidade" em que o braço de Cristo aparece cruzado com o braço marrom de São Francisco e do Salvador com o único prego que fixa as duas mãos para afirmar visualmente a pertença do Pai Vittorio Viola à Ordem dos Frades Menores. Este símbolo tem origem em São Bonaventura da Bagnoregio que, eleito bispo de Albano, o quis como escudo episcopal. |